# Il paese di Paperino
Il paese di Paperino (Une fée… pas comme les autres) è un film d'animazione del 1956 diretto da Jean Tourane.

## Trama
Una fata buona ma sbadata regna su un piccolo villaggio abitato da animali intelligenti. Essa ha affidato ad uno dei suoi abitanti, il gatto organista Cassiodoro, la sua bacchetta magica, che l'ha protetta con una combinazione musicale.
La malvagia scimmia cappuccina Genio Nero, che vuole vendicarsi per essere stata respinta dalla fata, attua un piano per impadronirsi della bacchetta. In occasione della fiera del villaggio si finge un venditore di dolciumi e fa leva sulla ghiottoneria del cane Cioccolato, allievo di Cassiodoro, per spingerlo ad eseguire la melodia in grado di far apparire la bacchetta. Genio Nero usa la bacchetta per devastare il villaggio e pietrificare i suoi abitanti. Tra gli animali pietrificati c'è anche l'artista circense Barbara, di cui il poeta Paperino, giunto in paese per la fiera come ospite di suo cugino Cassiodoro, si è innamorato a prima vista. Paperino viaggia in mongolfiera fino al tetro covo di Genio Nero, dove riesce a liberare Cioccolato, che era rimasto nelle grinfie della scimmia. Dopo aver lasciato la sua tana, Paperino e Cioccolato incontrano delle colombe, figlie della fata, che fanno su di loro un incantesimo d'invulnerabilità. I due tornano allora da Genio Nero per recuperare la bacchetta. La scimmia li cattura e tenta di pietrificarli, ma grazie all'incantesimo delle colombe non vi riesce; mentre tenta e ritenta a vuoto, nell'agitazione rivolge la bacchetta verso sé stesso e si pietrifica. Paperino e Cioccolato possono allora tornare al villaggio e restituire gli abitanti alla normalità

## Produzione
Il film, una coproduzione franco-italiana, è realizzato facendo recitare dei veri animali (una scimmia cappuccina, gatti, cani, volpi, conigli, anatre e uccelli di varie specie). Alcuni elementi di scena sono mossi come fossero burattini o marionette, oppure telecomandati o animati a passo uno.

## Distribuzione
Il film uscì al cinema in Francia il 10 ottobre 1956. È stato distribuito sotto diversi titoli (in francese anche come Le Lac aux fées, in italiano anche come Quel meraviglioso mondo di Paperotto) e con durate variabili. Uscì nelle sale statunitensi nel 1964 coi titoli The Secret of Magic Island e Secret of Outer Space.

## Sviluppi successivi
Sulla scia di questo film, negli Sessanta Jean Tourane avrebbe creato la serie televisiva Les Aventures de Saturnin, alla quale avrebbero collaborato anche Louise de Vilmorin e Robert Lamoureux, rispettivamente sceneggiatrice e narratore di questo film.